# Odontomyia fastuosa
Odontomyia fastuosa är en tvåvingeart som beskrevs av Jacques-Marie-Frangile Bigot 1884. Odontomyia fastuosa ingår i släktet Odontomyia och familjen vapenflugor. Inga underarter finns listade i Catalogue of Life.